# Boophis miniatus
Boophis miniatus är en groddjursart som först beskrevs av François Mocquard 1902.  Boophis miniatus ingår i släktet Boophis och familjen Mantellidae. IUCN kategoriserar arten globalt som livskraftig. Inga underarter finns listade.